# Top Race V6
De Top Race V6 is een stock car raceklasse in Argentinië, het is vergelijkbaar met de NASCAR NEXTEL Cup. Het is de Argentijnse tegenhanger van het Braziliaanse Copa NEXTEL Stock Car. Het kampioenschap bestaat sinds 1997. 

## Auto
De auto moet vergelijkbaar zijn met auto's als een Ford Mondeo, Opel Vectra, Peugeot 406, Citroën C5 of Volkswagen Passat. De motor is een door Kit Berta getunede V6 met in eenhoud van 3000cc en een vermogen van 350pk.

## Kampioenen
| Jaar | Coureur             | Auto                   |
| ---- | ------------------- | ---------------------- |
| 1997 | Omar Martínez       | Honda Prelude          |
| 1998 | Juan Maria Traverso | Mercedes-Benz C-Klasse |
| 1999 | Juan Maria Traverso | Peugeot 405            |
| 2000 | Omar Martínez       | Honda Prelude          |
| 2001 | Guillermo Ortelli   | BMW 320i               |
| 2002 | Diego Aventin       | BMW 320i               |
| 2003 | Juan Maria Traverso | BMW 320i               |
| 2004 | Ernesto Bessone     | Ford Escort            |
| 2005 | Guillermo Ortelli   | Opel Vectra            |
| 2006 | Omar Martínez       | Ford Mondeo            |
| 2007 | Emiliano Spataro    | Volkswagen Passat      |

## Puntentelling
| Plaats | Punten | Plaats    | Punten |
| ------ | ------ | --------- | ------ |
| 1      | 18     | 8         | 8      |
| 2      | 16     | 9         | 7      |
| 3      | 14     | 10        | 6      |
| 3      | 12     | 11        | 5      |
| 4      | 12     | 12        | 4      |
| 5      | 11     | 13        | 3      |
| 6      | 10     | 14        | 2      |
| 7      | 9      | 15 t/m 20 | 1      |